# Обидимо (посёлок)
Обидимо — посёлок в Тульской области России. 
В рамках организации местного самоуправления входит в городской округ город Тула, в рамках административно-территориального устройства — в Варфоломеевский сельский округ Ленинского района Тульской области.

## География
Расположен в 25 км к северо-западу от Тулы (в 18 км по прямой от Тульского кремля). Автомобильными дорогами посёлок связан с городом Тулой, посёлками Ленинский, Барсуки. В 1 км к северу и западу проходит западная (объездная) ветка автомобильной трассы M2 «Крым», а в 8 км к востоку — восточная ветка этой автодороги.
На юге посёлок примыкает к селу Обидимо, а в 4 км к юго-востоку в посёлке Ленинский находится железнодорожная станция Обидимо.

## История
До 1990-х гг. посёлок входил в Варфоломеевский сельский совет Ленинского района Тульской области, с 1997 года — в Варфоломеевский сельский округ. 
В рамках организации местного самоуправления с 2006 до 2014 гг. посёлок был центром сельского поселения Обидимское Ленинского района. С 2015 года входит в Зареченский территориальный округ в рамках городского округа город Тула. 

## Население
По датам оценки численности отмечается убыль населения:
- 01.01.2001 3020 человек[5]
- 01.01.2006 2643 человек
- 14.10.2010 2069 человек

Численность населения по данным переписи 2010 года составила 2069 человек.
По переписи 2002 года и ранее население посёлка учитывалось в составе рабочего посёлка (пгт) Ленинский.

## Экономика
Посёлок Обидимо имеет удобное территориальное расположение и богатые природные ресурсы. Обидимское месторождение легкоплавких глин и глин для производства кирпича и керамики начали полноценно разрабатывать в 2010 году.
Кирпичный завод БРАЕР на данный момент является градообразующим предприятием для Ленинского района. Площадь предприятия 110 000м². Мощность кирпичного завода 140 млн шт. условного кирпича в год. На заводе трудоустроены более 500 человек, что помогает поддерживать экономику поселка Обидимо и в целом Ленинского района.
В 2013 году запущено новое производство БРАЕР II. Специализация нового предприятия — производство мелкоштучных бетонных изделий: тротуарная плитка, бордюрный камень, бетонные столбики, водоотводные лотки методом вибропрессования.